# Marco Claudio Marcello (nipote di Augusto)
(Virgilio, Eneide, VI, 882-883.)
Marco Claudio Marcello (in latino Marcus Claudius Marcellus; Roma, 42 a.C. – Baia, 23 a.C.) è stato un politico e militare romano, membro della dinastia giulio-claudia, nipote prediletto e successore designato di Augusto, cui però premorì.

## Biografia

### Origini familiari

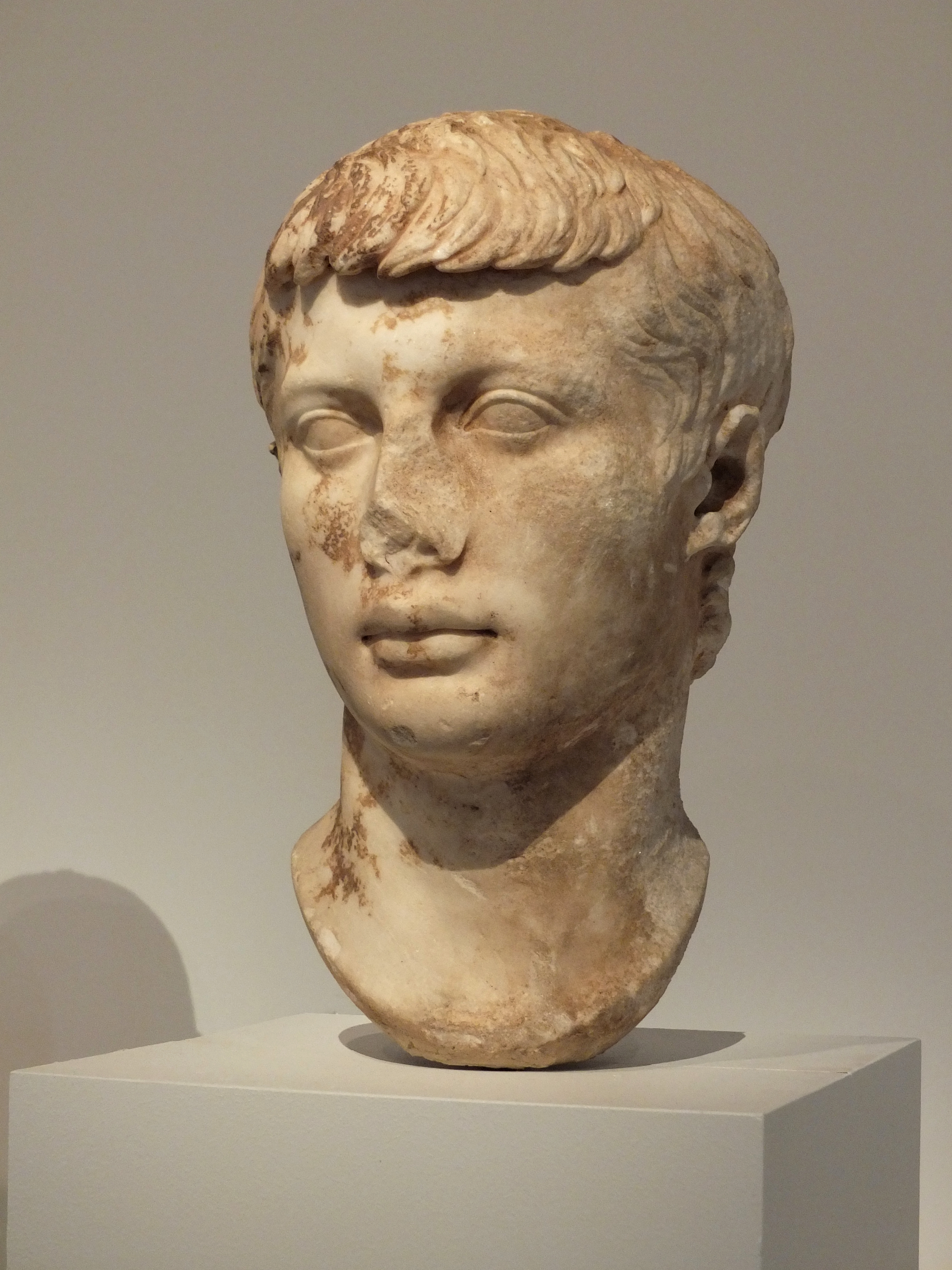
Busto di Marco Claudio Marcello (Fondazione Sorgente Group, Roma)

Era figlio di Gaio Claudio Marcello, console nel 50 a.C., e di Ottavia minore, sorella dell'imperatore Augusto. Il suo bisnonno paterno era Marco Claudio Marcello, console per tre volte nel 166, 155 e nel 152 a.C.; questi era a sua volta bisnipote del più celebre Marco Claudio Marcello, il conquistatore di Siracusa durante la seconda guerra punica. La madre era invece figlia di Gaio Ottavio e di Azia maggiore, quest'ultima figlia di Marco Azio Balbo e di Giulia minore, sorella di Gaio Giulio Cesare. Ottavia minore, dopo la morte del padre di Marcello, si risposò con il triumviro Marco Antonio, dal quale ebbe Antonia maggiore e Antonia minore. Marcello aveva due sorelle, Claudia Marcella maggiore, moglie di Marco Vipsanio Agrippa, Iullo Antonio e Sesto Appuleio, e Claudia Marcella minore, moglie di Lucio Emilio Lepido Paolo e Marco Valerio Messalla Appiano.

### Infanzia

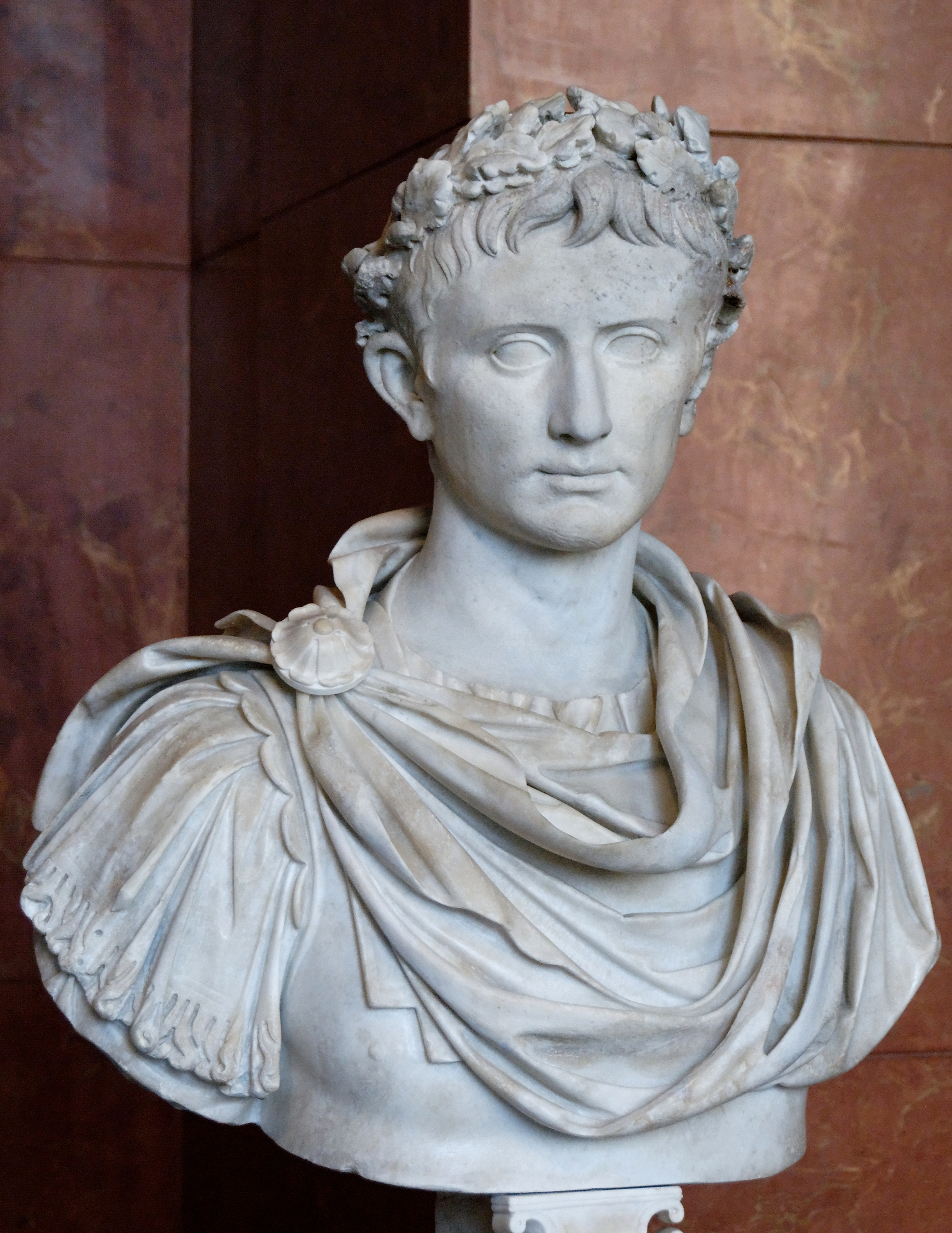
Busto di Augusto, zio e suocero di Marcello (Museo del Louvre, Parigi)

Ancora giovanissimo, nel 39 a.C., Marcello viene fatto fidanzare con Pompea Magna, per siglare la pace tra il padre di lei, Sesto Pompeo, e Marco Antonio e Ottaviano. Nel 29 a.C. Marcello apparve insieme allo zio Ottaviano nel suo trionfo per la vittoria su Antonio e Cleopatra e due anni dopo, nel 27 a.C., Ottaviano ottenne il titolo di "Augusto", dando definitivamente inizio all'Impero romano. Nel 26-25 a.C. Marcello militò in Spagna, come tribuno militare, insieme a Tiberio sotto il comando dello stesso Augusto. La sua importanza accrebbe quando fu chiaro che era uno dei primi candidati alla successione di Augusto, il quale gli concesse nella primavera del 25 di sposare la sua unica figlia, Giulia.
Marcello fu istruito in campo militare da Ateneo di Seleucia, che lo accompagnò anche in Spagna, e si racconta che la madre Ottavia avesse scelto per lui un importante pedagogo come Nestore di Tarso, uno dei filosofi dell'accademia degli stoici. Sempre nel 25 a.C. potrebbe essere stato uno dei fondatori del collegio degli Arvali.

### Incarichi politici e morte
Il cursus honorum di Marcello fu "accelerato" di 10 anni per decreto del Senato nel 24 a.C., in modo da scavalcare Tiberio nella linea di successione e diventare un concorrente di Agrippa. A Marcello, infatti, era concesso il diritto di diventare senatore tra gli ex pretori e di candidarsi al consolato con dieci anni di anticipo. Nel 24 a.C. fu nominato edile e diede giochi magnifici, ma alla fine dell'anno successivo morì (23 a.C.).

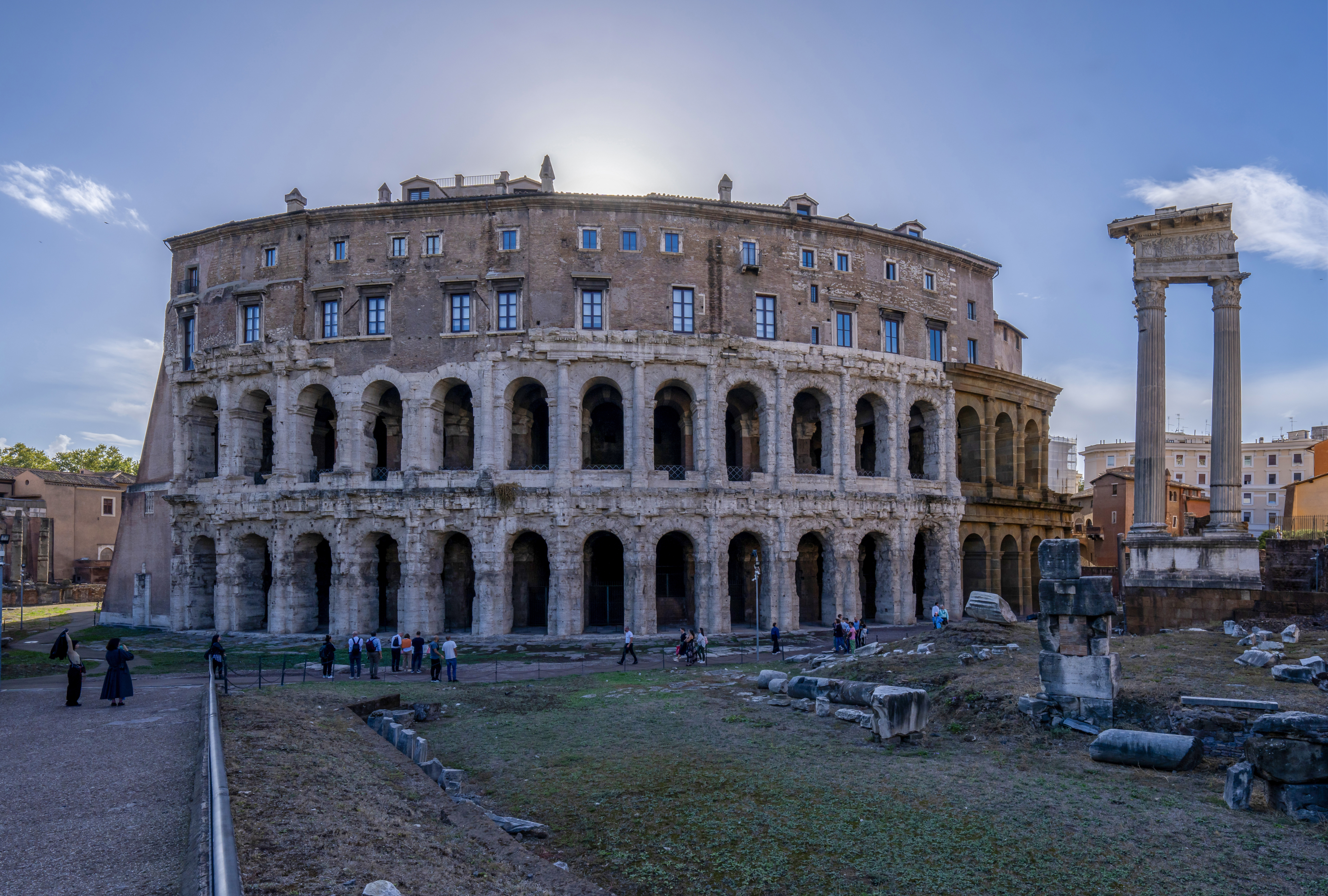
Il teatro di Marcello accanto al tempio di Apollo Sosiano, ai piedi del Campidoglio.

Cassio Dione ci racconta anche che prima di morire: 
(Cassio Dione, LIII, 32, 1.)

### Successione e onorificenze

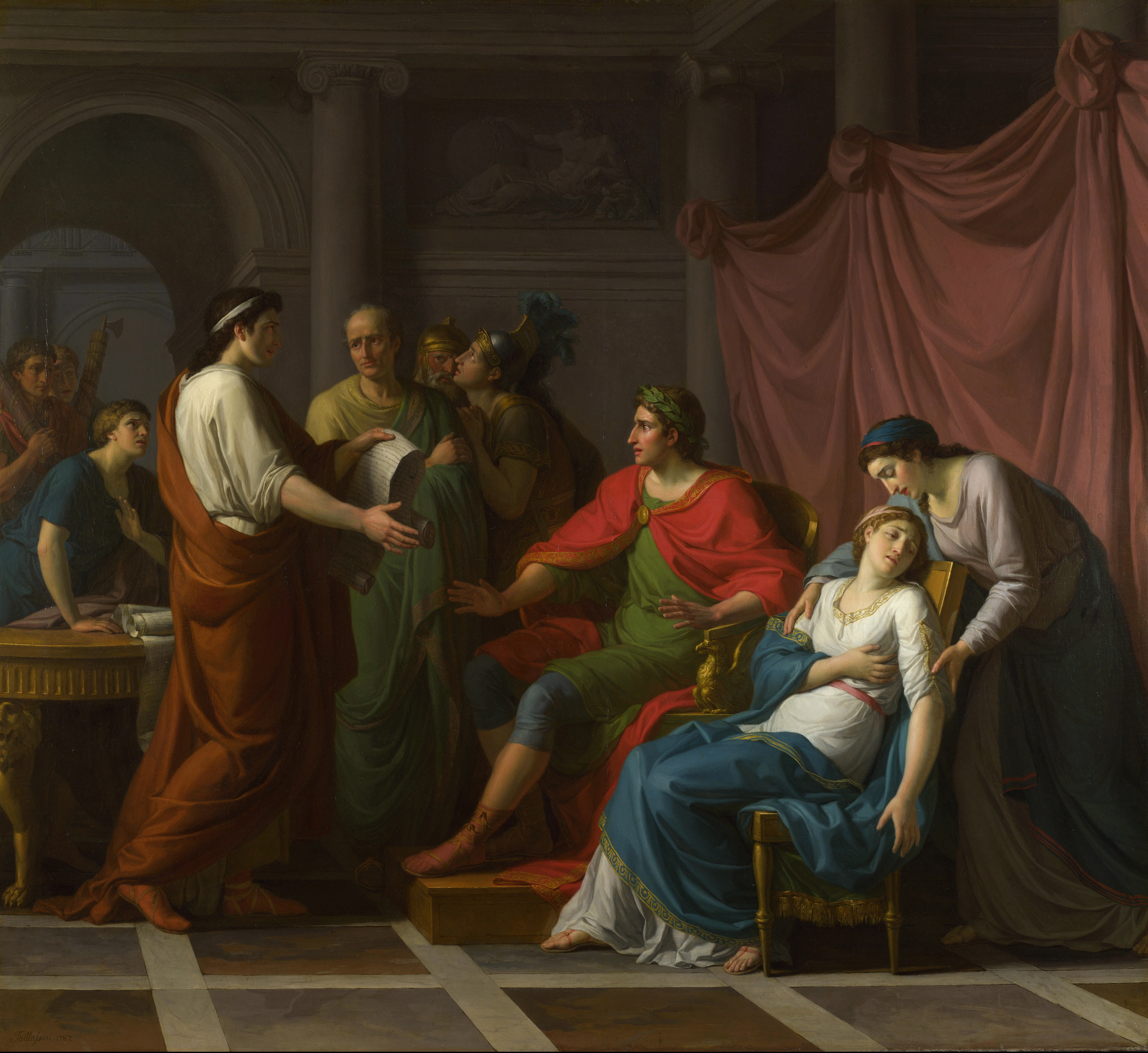
Virgilio legge l'Eneide ad Augusto e Ottavia (Jean-Joseph Taillasson, 1787, Olio su tela, National Gallery, Londra)

Agrippa tornò a Roma subito dopo la morte di Marcello e Augusto lo fece sposare con la figlia Giulia appena rimasta vedova di Marcello, designandolo così a essere suo successore.
Ecco ciò che scrive Cassio Dione a proposito dei funerali di Marcello:
(Cassio Dione, LIII, 30, 5; 31, 3.)
Marcello fu il primo membro della dinastia giulio-claudia a essere sepolto nel Mausoleo di Augusto, come da volontà dello zio.
Livia Drusilla, moglie dell'imperatore Augusto e madre di Tiberio e Druso, fu sospettata della morte di Marcello, sulla base del movente secondo cui questi era stato preferito ai figli della stessa, insieme al nuovo erede designato Agrippa; è più plausibile che Marcello fu vittima di un'epidemia che si abbatté su Roma in quell'anno provocando molte morti. Egli fu comunque celebrato da Virgilio nel VI libro dell'Eneide e da Properzio; alla sua memoria fu intitolata la biblioteca del portico di Ottavia. Si racconta che quando Virgilio lesse ad Augusto in anteprima i versi dell'Eneide che parlavano del defunto Marcello, Ottavia svenne per l'emozione.
Nel 13 a.C., quando Augusto completò il teatro iniziato da Giulio Cesare per contrapporlo a quello del rivale Pompeo, la nuova struttura prese il nome di teatro di Marcello, in onore dell'amato nipote dell'imperatore morto prematuramente.